# One-hit wonder
One-hit wonder (tạm dịch: hiện tượng một lần nổi tiếng) là bất kỳ tác phẩm nghệ thuật nào đạt được sự phổ biến chính thống, thường chỉ cho một tác phẩm và được công chúng biết đến chỉ vì thành công nhất thời đó. Thuật ngữ này được sử dụng phổ biến nhất liên quan đến người biểu diễn âm nhạc chỉ với một bản hit duy nhất làm lu mờ công việc khác của họ. Đôi khi, các nghệ sĩ được mệnh danh là "one-hit wonder" ở một quốc gia cụ thể đã có được thành công lớn ở các quốc gia khác. Các nghệ sĩ âm nhạc với các album nổi tiếng và danh sách hit tiếp theo thường không được coi là thành công. One-hit wonder thường thấy mức độ phổ biến của các nghệ sĩ giảm xuống sau khi thành công với tác phẩm cũ và các tác phẩm về sau đều không đạt được thành công.

## Công nghiệp âm nhạc

### Tại Việt Nam
Tại Việt Nam, nhiều nghệ sĩ nổi tiếng đã bị gắn mác là one-hit wonder khi chỉ thành công với một bài hát duy nhất. Ví dụ như Quách Thành Danh với "Tôi là tôi", Nhật Tinh Anh với "Vầng trăng khóc",...

### Trên thế giới
Trong The Billboard Book of One-Hit Wonders, nhà báo âm nhạc Wayne Jancik định nghĩa one-hit wonder là "một tác phẩm đã giành được một vị trí trong bảng xếp hạng nhạc pop của 40 quốc gia, đạt top 40 chỉ một lần."
Định nghĩa chính thức này có thể bao gồm các sản phẩm có thành công lớn hơn ngoài bản hit duy nhất của họ và những nghệ sĩ không được xem là one-hit wonder, đồng thời loại trừ các nghệ sĩ có nhiều bản hit bị lu mờ bởi một bài hát thương hiệu của họ, hoặc những bài hát đó những người biểu diễn chưa bao giờ lọt vào top 40, nhưng lại khá phổ biến ngoài cộng đồng (thuật ngữ này được gọi là "hit turntable" hoặc một bài hát không đủ điều kiện cho các bảng xếp hạng top 40). One-hit wonder thường độc quyền cho một thị trường cụ thể, một quốc gia hoặc một thể loại; người biểu diễn có thể có một one-hit wonder trong một lĩnh vực như vậy.

### Danh sách "10 one-hit wonder vĩ đại nhất" của VH1
Năm 2002, mạng cáp VH1 của Mỹ đã phát sóng đếm ngược 100 one-hit wonder vĩ đại nhất của VH1, do William Shatner tổ chức. 
Top 10 bao gồm:
1. "Macarena" - Los del Río (1996)
2. "Tainted Love" - Soft Cell (1982)
3. "Come on Eileen" - Dexys Midnight Runners (1982)
4. "I'm Too Sexy" - Right Said Fred (1991)
5. "Mickey" - Toni Basil (1982)
6. "Who Let the Dogs Out?" - Baha Men (2000)
7. "Ice Ice Baby" - Vanilla Ice (1990)
8. "Take On Me" - A-ha (1985)
9. "Rico Suave" - Gerardo (1990)
10. "99 Luftballons" - Nena (1984)

### "50 one-hit wonder vĩ đại nhất" của Channel 4
Một cuộc thăm dò truyền hình năm 2006, do Channel 4 ở Anh thực hiện đã yêu cầu người xem chọn one-hit wonder yêu thích của họ từ danh sách rút gọn gồm 60 bài hát. Những người được hỏi cũng có thể bỏ phiếu qua mail để bình chọn một bài hát khác không có trong danh sánh. Top 10 là: 
1. "Kung Fu Fighting" - Carl Douglas
2. "99 Red Balloons" - Nena
3. "Sugar, Sugar" - The Archies
4. "Can You Dig It?" - The Mock Turtles
5. "Always Look on the Bright Side of Life" - Monty Python
6. "Spirit in the Sky" - Norman Greenbaum
7. "Who Let the Dogs Out?" - Baha Men
8. "The Safety Dance" - Men Without Hats
9. "Take On Me" - A-ha
10. "Two Pints of Lager and a Packet of Crisps Please" - Splodgenessabound

### "20 to 1: One Hit Wonders"
Năm 2006, series truyền hình của Úc 20 to 1 phát sóng tập 20 to 1: One Hit Wonders, một danh sách các bài hát mà trở thành tác phẩm thành công duy nhất của nghệ sĩ đó có thành công tại Úc. 
| #  | Tiêu đề                            | Biểu diễn              |
| -- | ---------------------------------- | ---------------------- |
| 20 | "Tainted Love"                     | Soft Cell              |
| 19 | "Mambo No. 5 (A Little Bit of...)" | Lou Bega               |
| 18 | "Venus"                            | Shocking Blue          |
| 17 | "Achy Breaky Heart"                | Billy Ray Cyrus        |
| 16 | "Mickey"                           | Toni Basil             |
| 15 | "I'll Be Gone"                     | Spectrum               |
| 14 | "Tubthumping"                      | Chumbawamba            |
| 13 | "Counting the Beat"                | The Swingers           |
| 12 | "Slice of Heaven"                  | Dave Dulkn và Herbs    |
| 11 | "Rockin' Robin"                    | Bobby Day              |
| 10 | "Pass the Dutchie"                 | Musical Youth          |
| 9  | "Don't Worry, Be Happy"            | Bobby McFerrin         |
| 8  | "99 Luftballons"                   | Nena                   |
| 7  | "Spirit in the Sky"                | Norman Greenbaum       |
| 6  | "Come on Eileen"                   | Dexys Midnight Runners |
| 5  | "Funkytown"                        | Lipps Inc.             |
| 4  | "Turning Japanese"                 | The Vapors             |
| 3  | "Video Killed the Radio Star"      | The Buggles            |
| 2  | "Born to Be Alive"                 | Patrick Hernandez      |
| 1  | "My Sharona"                       | The Knack              |

### C4's UChoose40: One Hit Wonders
Vào tháng 9 năm 2006, kênh âm nhạc của New Zealand, C4, đã phát sóng một tập phim dành riêng cho "One Hit Wonderers" trên chương trình biểu đồ dựa trên chủ đề hàng tuần, UChoose40, trong đó bảng xếp hạng được xếp hạng hoàn toàn theo lượt bình chọn của người xem từ trang web.
Mười thứ hạng hàng đầu như sau:
1. "Teenage Dirtbag" - Wheatus (2000)
2. "How Bizarre" - OMC (1996)
3. "Because I Got High" - Afroman (2001)
4. "Ice Ice Baby" - Vanilla Ice (1990)
5. "Eye of the Tiger" - Survivor (1982)
6. "Tubthumping" - Chumbawamba (1997)
7. "My Sharona" - The Knack (1979)
8. "Video Killed the Radio Star" - The Buggles (1979)
9. "Who Let the Dogs Out?" - Baha Men (2000)
10. "I Touch Myseft" - Divinyls (1991)

### One-hit wonder cổ điển
Deutsche Grammophon và Vox Records đều đã phát hành album của những one-hit wonder cổ điển. Nhiều tác phẩm trong CD là của các nhà soạn nhạc có hai hoặc nhiều tác phẩm phổ biến trong giới âm nhạc cổ điển, nhưng có một tác phẩm đã trở nên phổ biến bên ngoài. Hai đĩa CD khác nhau, nhưng các tác phẩm chung cho cả hai là:
1. Johann Pachelbel - Canon in D
2. Samuel Barber - Adagio for Strings
3. attrib. Tomaso Albinoni - Adagio in G junior (bản nhạc này được viết bởi Remo Giazotto và không chứa tài liệu Albinoni)
4. Jean-Joseph Mouret - Fanfare-Rondeau từ Symphonies và Fanfares for the King Supper (chủ đề cho kiệt tác, trước đây là Nhà hát kiệt tác)
5. Luigi Boccherini - minuet từ Chuỗi Quintet trong E
6. Jeremiah Clarke - "Trumpet Voluntary", được gọi đúng hơn là " Hoàng tử Đan Mạch tháng ba "
7. Jules Massenet - Meditation từ vở opera Thaïs của ông
8. Mascroni - " Hiệp sĩ đạo giản dị "
9. Mikhail Ippolitov-Ivanov - " Phác thảo da trắng "
10. Amilcare Ponchielli - " Vũ điệu của giờ " từ vở opera La Gioconda
11. Charles-Marie Widor - Toccata từ Bản giao hưởng cho Organ số 5
12. Marc-Antoine Charpentier - Te Deum
13. Tekla Bądarzewska-Baranowska - Cầu nguyện của Maiden

## Ngoài âm nhạc
Thuật ngữ one-hit wonder đôi khi được áp dụng cho các phương tiện truyền thông khác.

### Trong thể thao
Trong thể thao thế giới, có một số vận động viên được người hâm mộ thể thao biết đến từ một sự kiện trong sự nghiệp của họ. Những ví dụ bao gồm
- Mike Jones, một cầu thủ bóng đá người Mỹ đã giải quyết Kevin Dyson ở vạch một sân trong trận đấu cuối cùng của Super Bowl XXXIV;
- David Tyree, một người nhận rộng nổi tiếng với một chiếc mũ được hỗ trợ trong những khoảnh khắc suy yếu của Super Bowl XLII;
- Timmy Smith và Mark Rypien, cả hai ngôi sao của Washington Redskins đã rời khỏi bóng đá ngay sau khi giành được Super Bowls XXII và XXVI tương ứng;
- Armando Galarraga, một người ném bóng chủ yếu được biết đến với một trò chơi gần như hoàn hảo mà anh ta đã chơi vào tháng 6 năm 2010;
- Tay đua của NASCAR, Derrike đối thủ, người đã giành được chiếc Daytona 500 năm 1990 trong một chiến thắng bất ngờ sau khi Dale Earnhardt thổi một chiếc lốp vào vòng đua cuối cùng (mặc dù anh ta [ai nói?]  sau đó đã giành chiến thắng trong cuộc đua Monster Series NASCAR Cup Series thứ hai mùa đó tại Dover International Speedway);
- Buster Douglas, võ sĩ đầu tiên từng hạ gục Mike Tyson;
- Jimmy Glass, một thủ môn được nhớ đến vì đã ghi một bàn thắng trong những giây cuối cùng của Giải hạng ba Tiếng Anh 1998 199899 giữ câu lạc bộ của anh ấy trong The Football League. Tiểu sử tiếp theo của ông có tựa đề One-Hit Wonder.

Trong phi tiêu, cũng có một số người chơi chỉ có một thành công rất ngắn.
Thuật ngữ "cup of coffee" được sử dụng để mô tả một cầu thủ bóng chày hoặc khúc côn cầu trên băng chỉ có một khoảng thời gian ngắn (nghĩa là đủ lâu để uống một tách cà phê và không làm gì khác) trong Giải bóng chày Major League hoặc Giải khúc côn cầu quốc gia tương ứng và sau đó dành phần còn lại của sự nghiệp của họ trong các giải đấu nhỏ.